# Break Up with Your Girlfriend, I'm Bored
Break Up with Your Girlfriend, I'm Bored è un singolo della cantante statunitense Ariana Grande, pubblicato il 12 febbraio 2019 come terzo estratto dal quinto album in studio Thank U, Next.

## Descrizione
Il brano è stato descritto dalla critica specializzata come un pezzo che mescola R&B, pop e trap, con un persistente uso del basso. Il bridge comprende un'interpolazione del brano It Makes Me Ill del gruppo musicale statunitense NSYNC, presente nel loro album No Strings Attached (2000).

## Video musicale

Screenshot tratto dal video del brano

Il video musicale ha accompagnato la sua uscita lo stesso giorno dell'album, in anteprima sul canale YouTube della Grande. È stato diretto da Hannah Lux Davis e presenta l'attore Charles Melton della serie televisiva Riverdale e la modella Ariel Yasmine.

## Tracce
Testi e musiche di Ariana Grande, Max Martin, Ilya Salmanzadeh, Savan Kotecha, Kandi Burruss e Kevin Briggs.
1. Break Up with Your Girlfriend, I'm Bored (Explicit) – 3:10
2. Break Up with Your Girlfriend, I'm Bored (Edited) – 3:10

## Formazione
Musicisti
- Ariana Grande – voce
- Max Martin – programmazione, basso, batteria, tastiera
- ILYA – programmazione, basso, batteria, tastiera

Produzione
- Max Martin – produzione
- ILYA – produzione
- Sam Holland – ingegneria del suono
- Cory Bice – assistenza tecnica
- Jeremy Lertola – assistenza tecnica
- Șerban Ghenea – missaggio
- John Hanes – assistenza al missaggio
- Randy Merrill – mastering

## Successo commerciale
Il singolo ha fatto il suo ingresso al secondo posto nella Billboard Hot 100 statunitense, una posizione sotto la sua stessa 7 Rings e una sopra Thank U, Next, diventando la prima artista ad occupare simultaneamente le prime tre posizioni delle classifiche dal 1964, quando i Beatles conseguirono per primi tale risultato. Break Up with Your Girlfriend, I'm Bored è stato il secondo brano più venduto della settimana in suolo statunitense con 36 000 copie digitali, nonché il secondo più riprodotto in streaming con 59,2 milioni di ascolti.
Nel Regno Unito il singolo ha debuttato alla vetta della Official Singles Chart con 85 000 unità vendute, rimpiazzando la sua stessa 7 Rings al primo posto della classifica. Ariana Grande è la seconda donna ad occupare simultaneamente le prime due posizioni nella storia della classifica britannica dopo Madonna, che conseguì il traguardo nel 1985. Nella sua seconda settimana è stato sostituito da 7 Rings, facendo diventare la cantante la prima artista a rimpiazzare se stessa al numero uno della classifica britannica per due settimane consecutive.

## Classifiche

### Classifiche settimanali
| Classifica (2019) | Posizione massima |
| ----------------- | ----------------- |
| Argentina         | 80                |
| Australia         | 2                 |
| Austria           | 6                 |
| Belgio (Fiandre)  | 27                |
| Belgio (Vallonia) | 31                |
| Canada            | 2                 |
| Croazia           | 90                |
| Danimarca         | 4                 |
| Estonia           | 2                 |
| Finlandia         | 3                 |
| Francia           | 16                |
| Germania          | 8                 |
| Grecia            | 2                 |
| Irlanda           | 1                 |
| Islanda           | 17                |
| Italia            | 35                |
| Lettonia          | 2                 |
| Libano            | 17                |
| Lituania          | 2                 |
| Malaysia          | 2                 |
| Norvegia          | 4                 |
| Nuova Zelanda     | 1                 |
| Paesi Bassi       | 11                |
| Portogallo        | 2                 |
| Regno Unito       | 1                 |
| Repubblica Ceca   | 2                 |
| Romania           | 99                |
| Singapore         | 2                 |
| Slovacchia        | 1                 |
| Spagna            | 21                |
| Stati Uniti       | 2                 |
| Svezia            | 6                 |
| Svizzera          | 5                 |
| Ungheria          | 2                 |

### Classifiche di fine anno
| Classifica (2019) | Posizione |
| ----------------- | --------- |
| Australia         | 44        |
| Canada            | 31        |
| Danimarca         | 83        |
| Irlanda           | 30        |
| Islanda           | 52        |
| Lettonia          | 63        |
| Nuova Zelanda     | 34        |
| Portogallo        | 85        |
| Regno Unito       | 33        |
| Stati Uniti       | 36        |
| Ungheria          | 44        |